# Liana Trouché
Liana Trouché, talvolta indicata come Eliana Trouchè o Trouché (Bologna, 12 marzo 1938 – Bisaccia, 5 febbraio 1981), è stata un'attrice italiana.

## Biografia

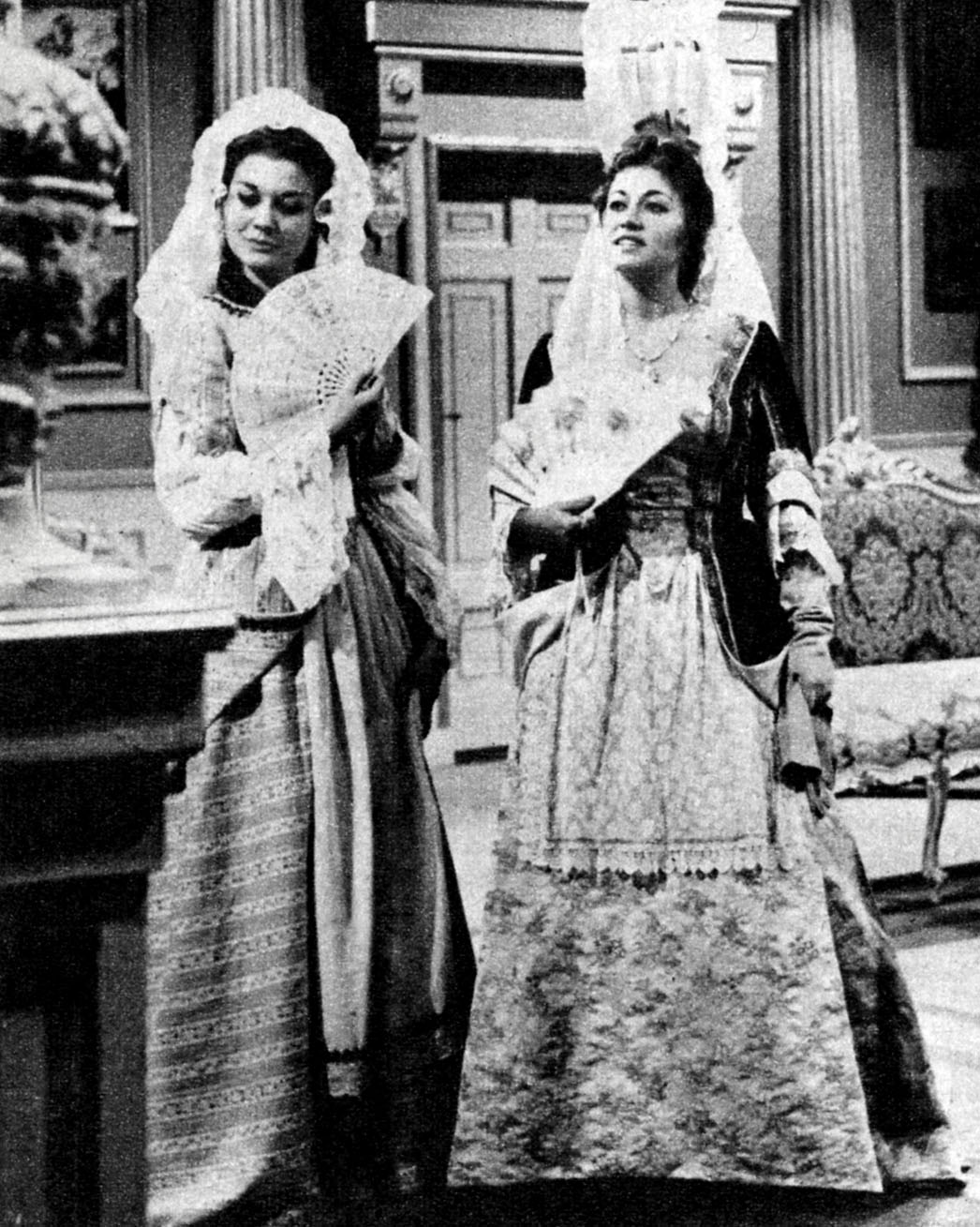
Liana Trouché (a destra) e Paola Bacci nella commedia Rai Lo stratagemma dei bellimbusti (1963)

Figlia d'arte, bolognese di nascita ma napoletana d'adozione, è cresciuta artisticamente alla scuola di Eduardo De Filippo nella cui compagnia teatrale ha recitato a lungo. Apprezzata caratterista in film di genere poliziottesco, è stata interprete anche di film brillanti appartenenti ai filoni della commedia all'italiana o della commedia sexy all'italiana. Per la televisione è stata interprete di spettacoli leggeri come Biblioteca di Studio Uno e sceneggiati televisivi, come La fiera della vanità. Ha poi preso parte alla serie TV, Vivere insieme. Sempre per la prosa televisiva, nel 1962 ha interpretato per la Rai la commedia Sabato, domenica e lunedì di e con Eduardo De Filippo, al fianco, fra gli altri, di Regina Bianchi, Giuseppe Anatrelli, Enzo Petito ed Enzo Cannavale.
Sposata con l'attore Aldo Giuffré, morì nel 1981 in un incidente stradale nei pressi di Bisaccia. Alla guida della vettura, un'Alfa 6 con cambio automatico, si trovava il collega Gino Bramieri, con cui Liana stava recitando nelle repliche dello spettacolo di Terzoli e Vaime Felici e contenti, per la regia di Garinei e Giovannini e con loro viaggiava anche l'attore Sergio Tardioli. L'auto, percorrendo l'autostrada A16, in provincia di Avellino, all'uscita di una galleria prima della quale l'asfalto era asciutto, trovò neve e ghiaccio, finì fuori strada e l'attrice, che non aveva la cintura di sicurezza allacciata nonostante il mezzo ne fosse provvisto (l'obbligo d'uso sarebbe arrivato circa otto anni dopo), fu sbalzata fuori dall'abitacolo e morì sul colpo.

## Filmografia

### Cinema
- Il ribelle di Castelmonte, regia di Vertunnio De Angelis (1964)
- Don Chisciotte e Sancio Panza, regia di Giovanni Grimaldi (1968)
- Il trapianto, regia di Steno (1970)
- La grande scrofa nera, regia di Filippo Ottoni (1972)
- La violenza: quinto potere, regia di Florestano Vancini (1972)
- Pianeta Venere, regia di Elda Tattoli (1972)
- Il testimone deve tacere, regia di Giuseppe Rosati (1974)
- Sesso in testa, regia di Sergio Ammirata (1974)
- Commissariato di notturna, regia di Guido Leoni (1974)
- Prostituzione, regia di Rino Di Silvestro (1974)
- Paolo Barca, maestro elementare, praticamente nudista, regia di Flavio Mogherini (1975)
- Paura in città, regia di Giuseppe Rosati (1976)
- Il marito in collegio, regia di Maurizio Lucidi (1977)
- La malavita attacca... la polizia risponde!, regia di Mario Caiano (1977)
- L'inquilina del piano di sopra, regia di Ferdinando Baldi (1977)
- Melodrammore, regia di Maurizio Costanzo (1978)
- Nel regno di Napoli, regia di Werner Schroeter (1978)
- Tre sotto il lenzuolo, regia di Michele Massimo Tarantini, episodio L'omaggio (1979)
- Napoli... la camorra sfida, la città risponde, regia di Alfonso Brescia (1979)
- Napoli, Palermo, New York - Il triangolo della camorra, regia di Alfonso Brescia (1981)

### Televisione
- La casa sull'acqua, regia di Guglielmo Morandi – film TV (1960)
- Giallo club - Invito al poliziesco – serie TV, 2 episodi (1960-1961)
- Alla ricerca della felicità, regia di Guglielmo Morandi – film TV (1961)
- Ma non è una cosa seria – film TV (1961)
- Tre mesi di prigione – film TV (1962)
- L'amico a nolo – film TV (1963)
- Vivere insieme – serie TV, 2 episodi (1962-1963)
- La sciarpa, regia di Guglielmo Morandi – miniserie TV, 3 episodi (1963)
- Grandezza naturale, regia di Carlo Lodovici – film TV (1963)
- Biblioteca di Studio Uno – serie TV, 1 episodio (1964)
- Lo stagno del diavolo – film TV (1965)
- La sera del sabato – film TV (1966)
- La fiera delle vanità, regia di Anton Giulio Majano – miniserie TV, 4 episodi (1967)
- Stasera Fernandel, regia di Camillo Mastrocinque – miniserie TV, 1 episodio (1968)
- Quel negozio di Piazza Navona – miniserie TV, 3 episodi (1969)